# Balacra jaensis
Balacra jaensis är en fjärilsart som beskrevs av Bethune-Baker 1927. Balacra jaensis ingår i släktet Balacra och familjen björnspinnare. Inga underarter finns listade i Catalogue of Life.